# Rhynchostegiella holstii
Rhynchostegiella holstii är en bladmossart som beskrevs av Brotherus 1909. Rhynchostegiella holstii ingår i släktet nålmossor, och familjen Brachytheciaceae. Inga underarter finns listade i Catalogue of Life.